# Palacio Real (Madrid)
Palacio Real (hvilket betyder det Royale Palads) var den spanske kongefamilies officielle residens. Paladset ligger i Spaniens hovedstad, Madrid. I dag bor den spanske kongefamilie i det mindre Palacio de la Zarzuela, og Palacio Real bruges nu i politisk øjemed.
Man kan bedst nyde synet af det prangende palads, når man sidder på en af de mange fortorvs-restauranter, på det såkaldte Plaza de la Armería.
40°25′05″N 3°42′52″V / 40.417955°N 3.714312°V